# Chevrolet Opala
Chevrolet Opala — автомобиль бизнес-класса, выпускавшийся подразделением Chevrolet компании General Motors в Бразилии с 1969 по 1992 год и продававшийся в Южной Америке. Название Opala автомобиль получил в честь драгоценного камня опала.  
В течение многих лет Opala эксплуатировался в бразильской федеральной полиции. Военная диктатура выдавала Opala своим агентам на протяжении 1970-х годов. Надёжность и простота обслуживания сделали Chevrolet Opala выбором многих водителей такси. Chevrolet Opala также был популярным на гоночных трассах.  

## Описание

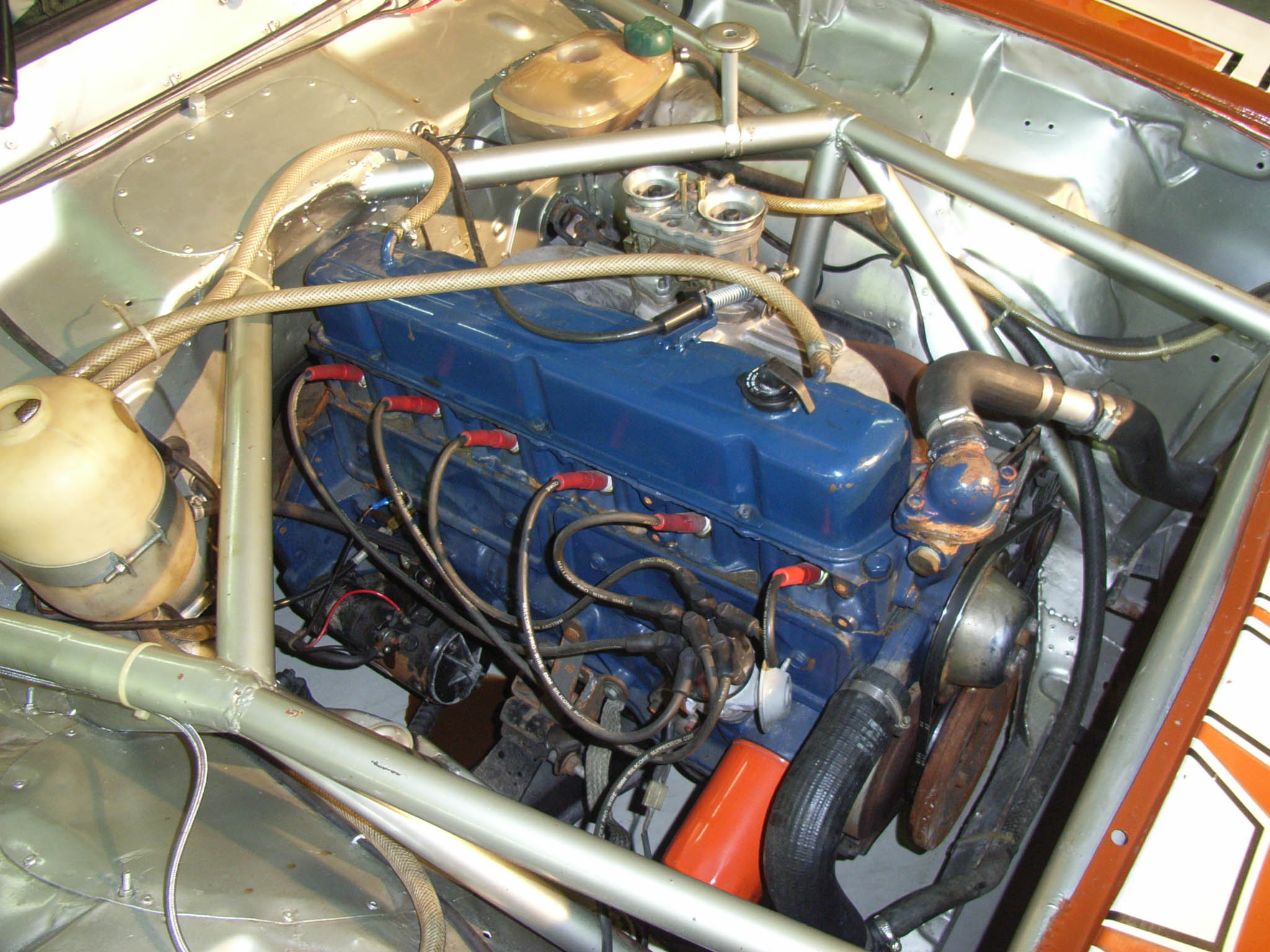
Двигатель Opala 250-S

Дебют Chevrolet Opala состоялся 23 ноября 1968 года в Сан-Паулу. Дизайн был позаимствован у Opel Commodore A и Opel Rekord C, однако двигатели были североамериканского производства. 
Изначально были выпущены только четырёхдверные седаны в комплектациях Especial и Luxo. Всего было выпущено около 1 миллиона купе и универсалов Opala Caravan. В 1970 году была представлена люксовая версия Chevrolet Comodoro, оснащавшаяся 2,5-литровым четырёхцилиндровым двигателем мощностью 65 кВт (87 л. с.), который также устанавливался на Opala SS-4. В ноябре 1979 года начался выпуск модели Chevrolet Diplomata с двигателем объёмом 2512 см3. 
Коленвал шестицилиндрового двигателя имел семь подшипников (в четырёхцилиндровых двигателях их было пять). Гидравлические подъёмники клапанов созданы для удобства обслуживания. На протяжении многих лет самым большим недостатком было плохое распределение топливовоздушной смеси по цилиндрам из-за неоптимальной конструкции впускного коллектора. Первый и шестой цилиндры (на концах двигателя) имели наименьшее передаточное отношение с более высоким процентом воздуха в смеси, в то время как центральные имели тенденцию к получению более насыщенной смеси, что нарушало стехиометрический КПД двигателя. В принципе, чтобы обеспечить достаточно высокое соотношение воздуха и топлива во внешних цилиндрах, чтобы избежать детонации, карбюратор пришлось настроить на чрезмерную нагрузку, что привело к растрате топлива. Этот недостаток устранялся путём установки впускного коллектора с двумя или тремя двухствольными карбюраторами, как в серийных гоночных автомобилях. 
3,8-литровый (V8) двигатель разгонял Chevrolet Opala до 97 км/ч за 11 секунд при максимальной скорости 181 км/ч. 2,5-литровый четырёхцилиндровый двигатель не обладал такой производительностью, но имел достаточный крутящий момент для повседневного использования. 
Especial и Luxo имели механическую трансмиссию, задний привод, переднюю независимую подвеску и заднюю балочную ось, обе со спиральными пружинами. Спереди компоненты подвески крепились с помощью винтов в цельный корпус, позже известный как подрамник. Шины были бескамерными, с диафрагменной пружиной сцепления. Модель Opala SS, изначально оснащавшаяся только двигателем 250, была первой версией с четырёхступенчатой механической трансмиссией, тахометром и полосами матовой чёрной краски. 

### 250-Е
Когда в 1973 году в Бразилии возобновились гонки на выносливость, у Opala появился конкурент Ford Maverick, который оснащался двигателем с рабочим объёмом на литр больше. Бобу Шарпу и Яну Балдеру, занявшим второе место в «24 часах Интерлагоса» в августе того же года на Opala, потребовалось убедить GM do Brasil установить более мощный двигатель.
По совпадению, менеджер по разработке двигателей Роберто Б. Беккарди уже самостоятельно работал над проектом модернизации двигателя, но GMB не интересовался им до потери Шарпа и Балдера.
Таким образом, в июле 1974 года GMB представила двигатель 250-S в качестве опции для Opala 4100. Он немного отличался от версии, которая была выпущена два года спустя: у него не было гасителя вибрации, а охлаждающий вентилятор был от стандартного 2500 с четырьмя лопастями вместо шести.

## Двигатели
- 153 4-цилиндровый (2.5 л) — 80 л. с. (59 кВт) Gross — (1968—1973)
- 151 4-цилиндровый (2.5 л) — 98 л. с. (73 кВт) Gross — (1974—1976)
- 151 4-цилиндровый (2.5 л) на этаноле — 98 л. с. (73 кВт) Gross — (1980—1992)[7]
- 151-S 4-цилиндровый (2.5 л) — 80 л. с. (59 кВт) Gross — (1974—1992)
- 230 6-цилиндровый (3.8 л) — 125 л. с. (93 кВт) Gross — (1968—1971)
- 250 6-цилиндровый (4.1 л) — 140 л. с. (104 кВт) Gross — (1971—1975)
- 250-S 6-цилиндровый (4.1 л) — 169—195 л. с. (126—145 кВт) Gross — (1974—1988)
- 250/S 6-цилиндровый (4.1 л) — 116 л. с. (85 кВт) Net, 114 л. с. (85 кВт) Gross — (1975—1988)
- 4.1/S 6-цилиндровый на этаноле (4.1 л) — 133 л. с. (99 кВт) Net — (1984—1990)
- 4.1/S 6-цилиндровый на этаноле (4.1 л) — 140 л. с. (100 кВт) Net — (1991—1992)
- 4.1/S 6-цилиндровый (4.1 л) — 120 л. с. (89 кВт) Net — (1991—1992)

## Трансмиссии
- 3-ступенчатая МКПП (рычаг переключения передач рулевой колонки)
- 4-ступенчатая МКПП (напольный рычаг переключения передач)
- 5-ступенчатая МКПП (напольный рычаг переключения передач)
- 3-ступенчатый АКПП GM 3L30 (рулевая колонка или напольный рычаг переключения передач)
- 4-ступенчатый АКПП ZF 4HP22 (напольный рычаг переключения передач)

## Галерея

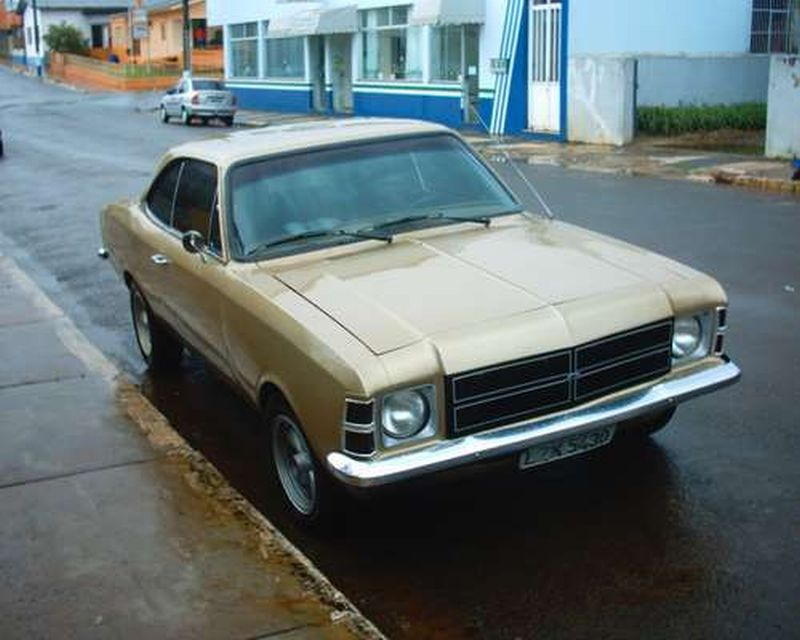
1975—1979 Chevrolet Opala
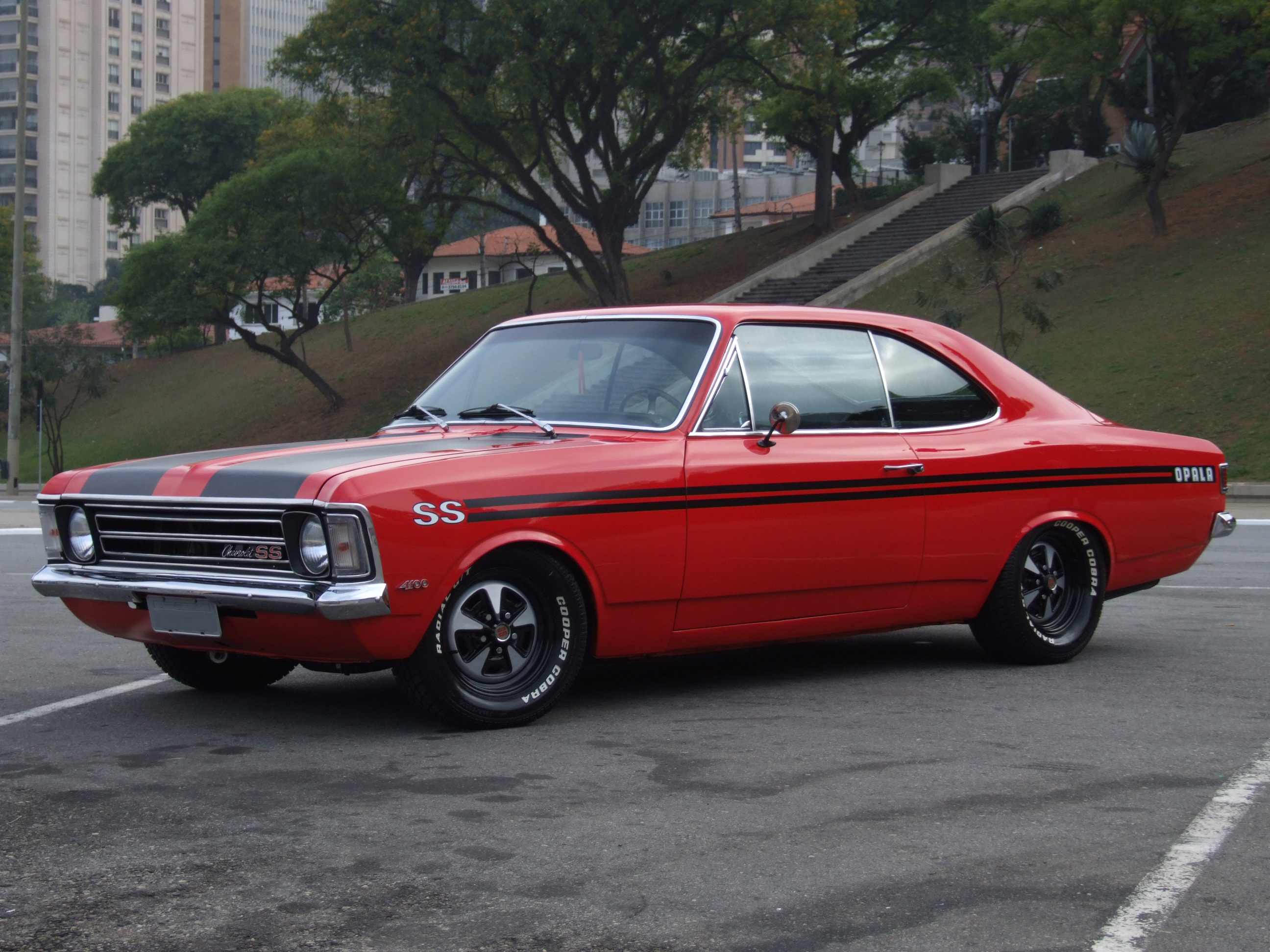
Chevrolet Opala SS (1974)
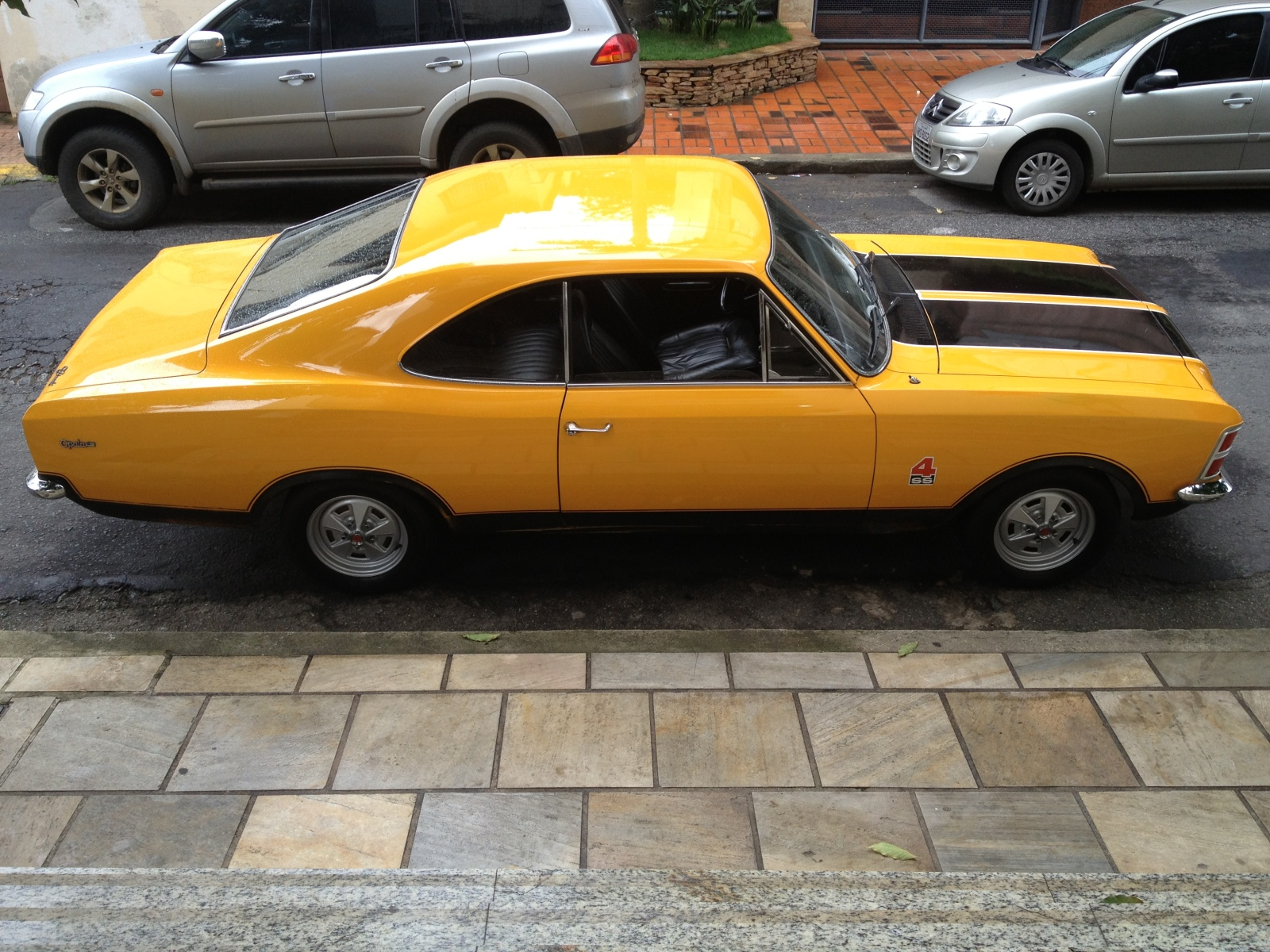
Chevrolet Opala SS (1976)
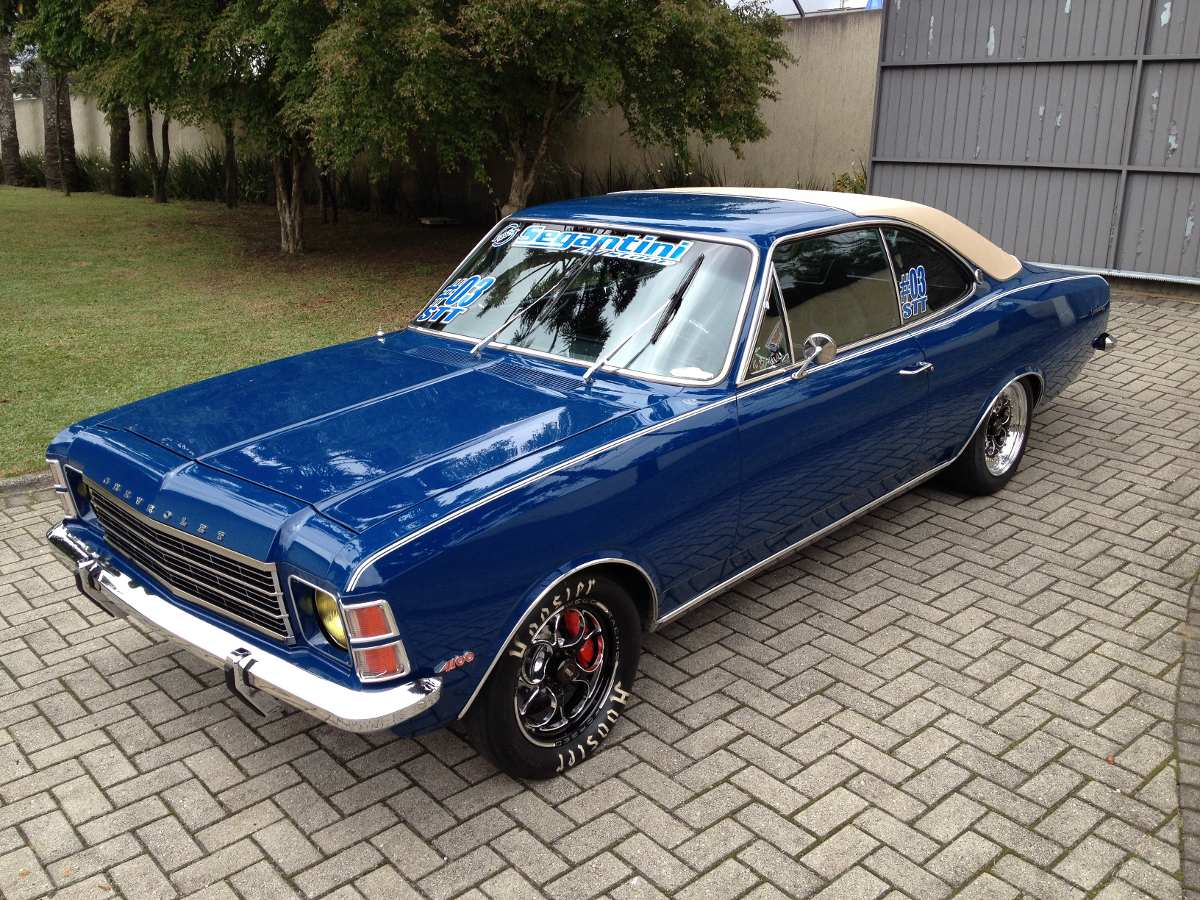
Chevrolet Opala Comodoro (1978)
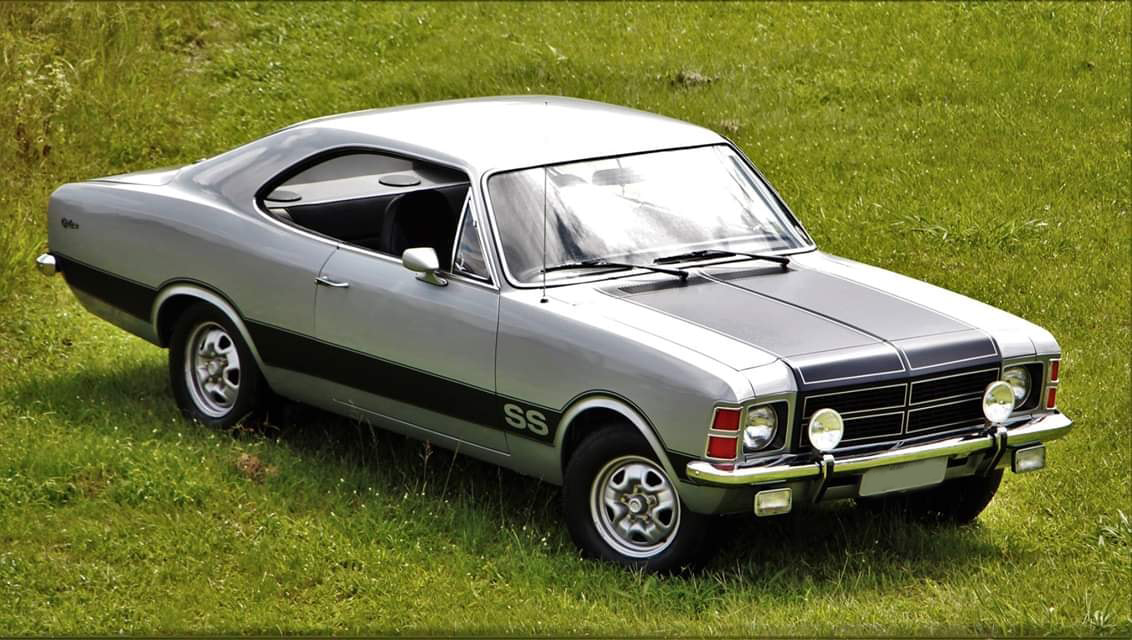
Chevrolet Opala SS (1978)
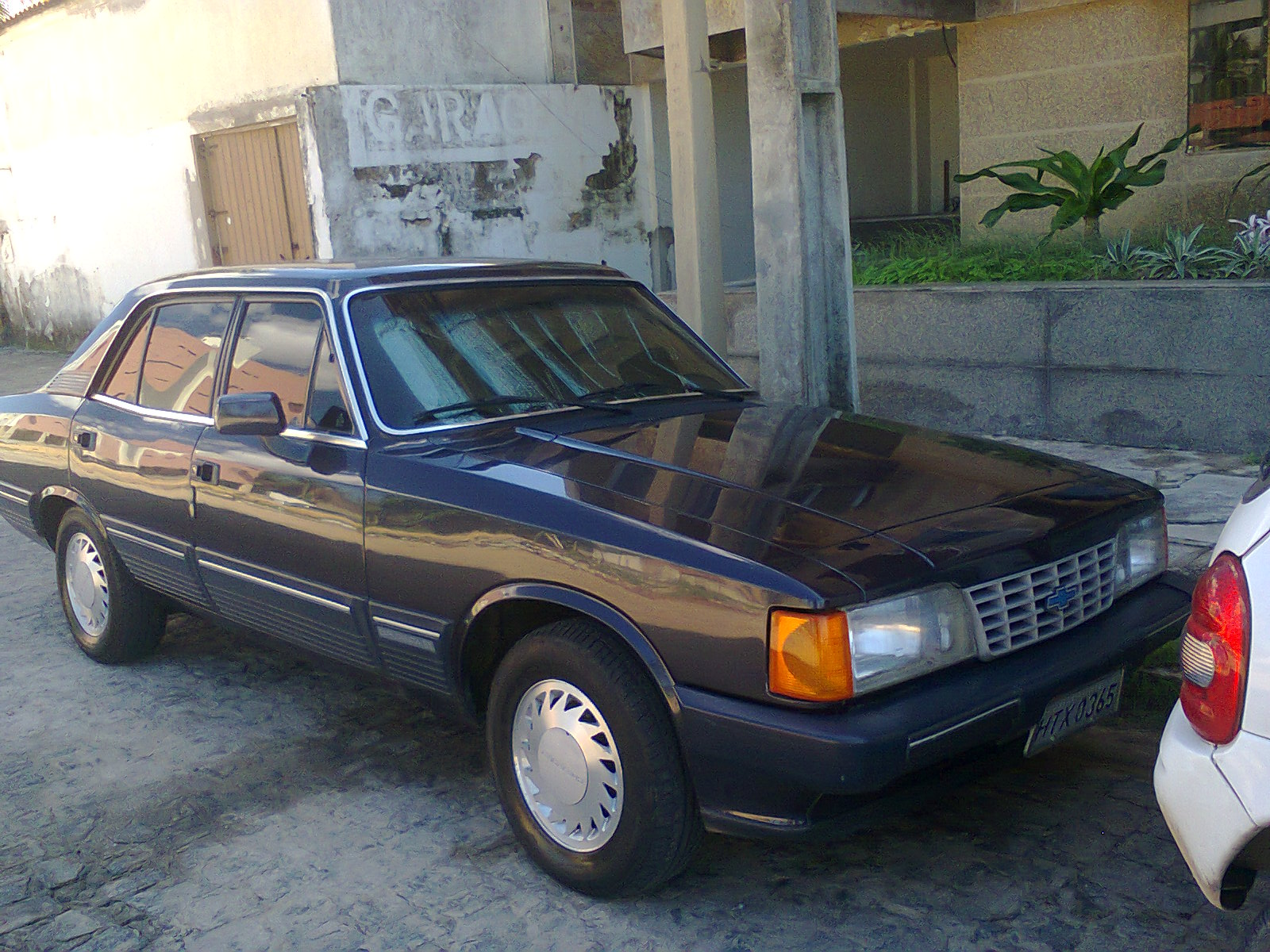
1990 Chevrolet Diplomata 4.1 SE
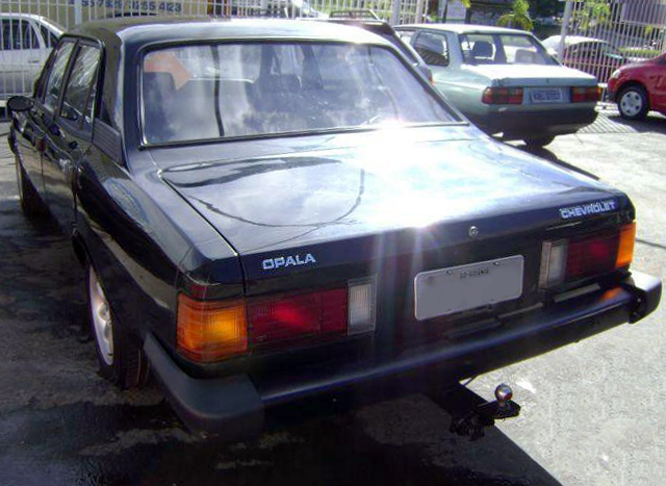
Вид сзади